# Капела на Католичком гробљу у Пачиру
Капела на Католичком гробљу у Пачиру, насељеном месту на територији општине Бачка Топола, подигнута је 1868. године. Капела представља непокретно културно добро као споменик културе.
Капелу је саградила породица Халас из Пачира, за своје потребе, а и за потребе католичког народа, како је то забележено на спомен табли на капели за славу Бога и за духовне потребе католичког народа. То значи да су овде повремено одржаване и мисе.
Породица Халас је била једна од најбогатијих фамилија у Пачиру. Они су били оснивачи парног млина, осамдесетих година 19. века.
Капела је једнобродна грађевина правоугаоне основе са полукружном апсидом оријентисаном ка североистоку. Грађена је у стилу провинцијског барока и посвећена је жалосној Богородици. На југозападном делу у центру је звоник, на слободно стојећим стубовима. Капела је подигнута од чврстог материјала, са лименим кровним покривачем. Простор око капеле је са оградом од ливеног гвожђа и са крстом подигнутим 1869. године, са којим чини јединствену целину.